# Godoy Cruz
Godoy Cruz je město v provincii Mendoza v Argentině. Město leží na východní straně And – jen necelých 200 km od nejvyšší hory Ameriky Aconcaguy. V roce 2010 ve městě žilo 189 578 obyvatel. Město těsně urbanisticky z jihu přiléhá k Mendoze a je součástí aglomerace Velké Mendozy